# Amanda Hocking
Amanda Hocking (12 de julio de 1984) es una escritora estadounidense de novelas de romance paranormal para jóvenes adultos.

## Carrera
Hocking es originaria de Austin, Minnesota. Antes de publicar su primera novela trabajaba en una casa hogar para personas con capacidades diferentes. A los 25 años ya había escrito 17 novelas, todas rechazadas por empresas editoriales tradicionales a las que había enviado el manuscrito. En abril de 2010, buscando dinero para asistir a una convención de los Muppets, decidió autopublicar su obra en formato de libro electrónico a través de la plataforma de Kindle Direct Publishing de Amazon. En los primeros seis meses había ganado 20 mil dólares y 14 meses más tarde ya había alcanzado los 2.5 millones de ganancias a partir de más de un millón de copias de sus nueve libros, algo nunca antes imaginado para autores autopublicados.

## Trabajo
La obra de Hocking, originalmente autopublicada, se compone de las series My Blood Approves (Lazos de sangre en español), una serie de vampiros, Trylle Trilogy (Tierra de Magia en español), una trilogía que cuenta el viaje de autodescubrimiento de una adolescente dentro de una fantasía urbana, y Hollowland, una serie sobre zombis.
En marzo de 2011, Hocking firmó su primer contrato editorial por la publicación de cuatro libros, a un precio de dos millones de dólares, con St. Martin's Press. Se trata de una nueva serie paranormal para jóvenes adultos llamada Watersong (Canción de mar en español). El primer libro, Wake, fue lanzado en agosto de 2012. Los tres libros autopublicados de Trylle Trilogy, también fueron vendidos a St. Martin's Press y se han vuelto a publicar entre enero y abril de 2012.

### Obra
- Lazos de sangre:
  - Instinto (27 de marzo de 2010)
  - Hado (15 de abril de 2010)
  - Latido (25 de mayo de 2010)
  - Designio (22 de agosto de 2010)

- Tierra de magia:[9]
  - El viaje (autopublicado en 2010, y el 24 de enero de 2012 con St. Martin's)
  - La caída (autopublicado en 2010, y el 28 de febrero de 2012 con St. Martin's)
  - La ascensión (autopublicado en 2011, y el 24 de abril de 2012 con St. Martin's)

- Hollowland:
  - Hollowland (5 de octubre de 2010)
  - Hollowmen (9 de noviembre de 2011)

- Virtue (27 de mayo de 2011)

- Canción de mar:
  - Sirenas (7 de agosto de 2012)
  - Encanto (27 de noviembre de 2012)
  - Olas (4 de junio de 2013)
  - Elegía (6 de agosto de 2013)